# 埃尔坎波德佩尼亚兰达
埃尔坎波德佩尼亚兰达，是西班牙卡斯蒂利亚-莱昂萨拉曼卡省的一个市镇。 总面积45平方公里，总人口369人（2001年），人口密度8人/平方公里。